# جاك سيمونز
جاك سيمونز (28 مارس 1941 في المملكة المتحدة - ) (بالإنجليزية: Jack Simmons)‏ هو لاعب كريكت أسترالي. لعب مع فريق تسمانيا للكريكت ونادي مقاطعة لانكشر للكريكت ‏.
بدأ سيمونز متأخراً في لعب الكريكيت في المقاطعة عن عمر يناهز 28 عامًا، وتمتع بمسيرة مهنية مدتها 20 عامًا كان فيها جزءًا لا يتجزأ من فريق لانكشر، على الرغم من أنه نادرًا ما يتصدر عناوين الأخبار.

## وصلات خارجية
- جاك سيمونز على موقع إي آس بي آن كريك إنفو (الإنجليزية)